# Volo Air Astana 1388
Il volo Air Astana 1388 era un collegamento di riposizionamento da Lisbona ad Almaty, con uno scalo di rifornimento a Minsk. L'11 novembre 2018, poco dopo il decollo, il velivolo operante il volo subì dei gravi problemi di controllo. Dopo 90 minuti atterrò in sicurezza alla base aerea di Beja.

## Aereo ed equipaggio
P4-KCJ, l'aereo dell'incidente, era un Embraer ERJ-190LR. Prima dell'incidente aveva accumulato un totale di 13 152 ore di volo.
Questo particolare aereo era pilotato dal comandante Vyacheslav Aushev, dal copilota Bauyrzhan Karasholakov e dal primo ufficiale Sergey Sokolov, seduto al jumpseat.

## Manutenzione
Il 2 ottobre 2018 l'aereo arrivò alla base aerea di Alverca per essere sottoposto a pesanti lavori di manutenzione. I lavori consistevano nella realizzazione di diversi bollettini di servizio. Il 9 ottobre fu avviata la revisione dei cavi degli alettoni. Il primo bollettino di servizio consisteva nella sostituzione delle pulegge e dei supporti strutturali dei cavi, mentre il secondo comportava la sostituzione dei cavi in acciaio inossidabile con cavi in acciaio al carbonio. I cavi vennero inoltre lubrificati.
Il 26 ottobre, durante i test operativi, un messaggio (FLT CTR NO DISPATCH) avvisò il personale addetto alla manutenzione che l'aereo non era idoneo al volo a causa di problemi al sistema di controllo. L'avvertimento si ripresentò il 31 ottobre. Il problema durò fino alla sua risoluzione l'11 novembre, data dell'incidente.

## Il volo
L'aereo decollò alle 13:31, e l'equipaggio non si accorse dell'anomalia agli alettoni durante le procedure di controllo operativo. La visibilità era limitata, tra 2000-3000 m. Poco dopo il decollo i piloti notarono di avere dei gravi problemi a controllare il loro velivolo. Tentarono di usare l'autopilota, che però non si attivò. Alle 13:37 l'equipaggio chiese di salire al livello di volo 100 e un immediato ritorno ad Alverca, segnalando problemi. In diversi casi persero completamente il controllo, ribaltandosi e picchiando bruscamente, ponendo un enorme stress sulla fusoliera. L'equipaggio richiese una rotta verso il mare in modo da evitare di causare delle vittime per una loro eventuale caduta, ma lottarono per rispettare le indicazioni fornite dall'ATC.
I piloti discussero delle opzioni disponibili, con il primo ufficiale Sokolov ancora seduto sullo strapuntino, coordinandosi con i tecnici a bordo come passeggeri per scoprire la causa dei loro guai e stabilire un piano d'azione. Nonostante nessun avviso indicasse dei problemi con la modalità normale, l'equipaggio attivò la modalità diretta per i controlli di volo così da disconnettere l'FCM (modulo di controllo di volo) dai controlli. Questo aumentava considerevolmente la controllabilità dell'asse di beccheggio e l'imbardata, ma il controllo dell'asse di rollio era ancora limitato, con l'aereo che rollava in modo anomalo a causa degli spoiler. L'equipaggio pilotò l'Embraer verso est, sperando di trovare delle condizioni meteorologiche migliori. Due F-16 dell'aeronautica militare portoghese decollarono dalla base aerea di Monte Real per scortare l'aereo alla base aerea di Beja. Dopo due riattaccate per via di un avvicinamento instabile, il primo ufficiale Karasholakov, seduto al posto del copilota, cambiò posto con Sokolov. Durante l'avvicinamento finale, l'aereo si diresse alla pista 19R, per poi cambiare e atterrare sulla 19L a causa della deriva bloccatasi durante l'avvicinamento.
Mentre tutti a bordo rimasero psicologicamente scossi dall'esperienza, solo uno di loro rimase ferito dal punto di vista fisico. La fusoliera si era deformata e i bordi d'attacco dell'ala erano piegati. Alcune parti dell'aereo avevano sopportato carichi maggiori rispetto a quelli per cui erano stati progettati. L'aereo è stato pertanto radiato e successivamente demolito.

## L'indagine
L'indagine rivelò che i cavi degli alettoni erano stati installati in modo errato. Per questo motivo si era verificata un'inversione dei controlli degli alettoni. Dal momento che le superfici di controllo del rollio includono anche gli spoiler, che non erano stati interessati dall'errore, la situazione non avrebbe potuto essere gestita semplicemente invertendo gli input.
Gli investigatori accusarono il produttore dell'aereo per le istruzioni di manutenzione mal realizzate, le autorità per la mancanza di supervisione dei tecnici, che non erano abilitati ad eseguire una manutenzione simile, e l'equipaggio di volo per non aver notato la condizione durante i controlli pre-volo.

## Nella cultura di massa
L'incidente del volo 1388 di Air Astana è stato analizzato nell'episodio Controllo catastrofico della ventitreesima stagione del documentario Indagini ad alta quota trasmesso da National Geographic Channel.